# Pleiogynium hapalum
Pleiogynium hapalum är en sumakväxtart som beskrevs av Albert Charles Smith. Pleiogynium hapalum ingår i släktet Pleiogynium och familjen sumakväxter. Inga underarter finns listade i Catalogue of Life.